# Centrocalia ningua
Espèce
Centrocalia ningua est une espèce d'araignées aranéomorphes de la famille des Lamponidae.

## Distribution
Cette espèce est endémique de Nouvelle-Calédonie. Elle se rencontre vers 1 350 m d'altitude sur le pic Ningua.

## Description
Le mâle holotype mesure 5,5 mm et la femelle paratype 5,7 mm.

## Étymologie
Son nom d'espèce lui a été donné en référence au lieu de sa découverte, le pic Ningua.

## Publication originale
- Platnick, 2000 : A relimitation and revision of the Australasian ground spider family Lamponidae (Araneae: Gnaphosoidea). Bulletin of the American Museum of Natural History, no 245, p. 1-330 (texte intégral).